# Gotra latispina
Gotra latispina är en stekelart som först beskrevs av Cameron 1907.  Gotra latispina ingår i släktet Gotra och familjen brokparasitsteklar. Inga underarter finns listade i Catalogue of Life.